# Gond-Pontouvre
 Gond-Pontouvre  es una población y comuna francesa, en la región de Poitou-Charentes, departamento de Charente, en el distrito de Angoulême y cantón de Le Gond-Pontouvre.

## Demografía
| 5399 | 5426 | 5310 | 6286 | 6019 | 5971 |
| Para los censos de 1962 a 1999 la población legal corresponde a la población sin duplicidades (Fuente: INSEE [Consultar]) |      |      |      |      |      |